# Robert Arias
Robert Arias (El Roble de Heredia, 18 de março de 1980) é um ex-futebolista costarriquenho que atuava como defensor.

## Carreira
Robert Arias integrou a Seleção Costa-Riquenha de Futebol na Copa América de 2001.